# Pietra della fertilità

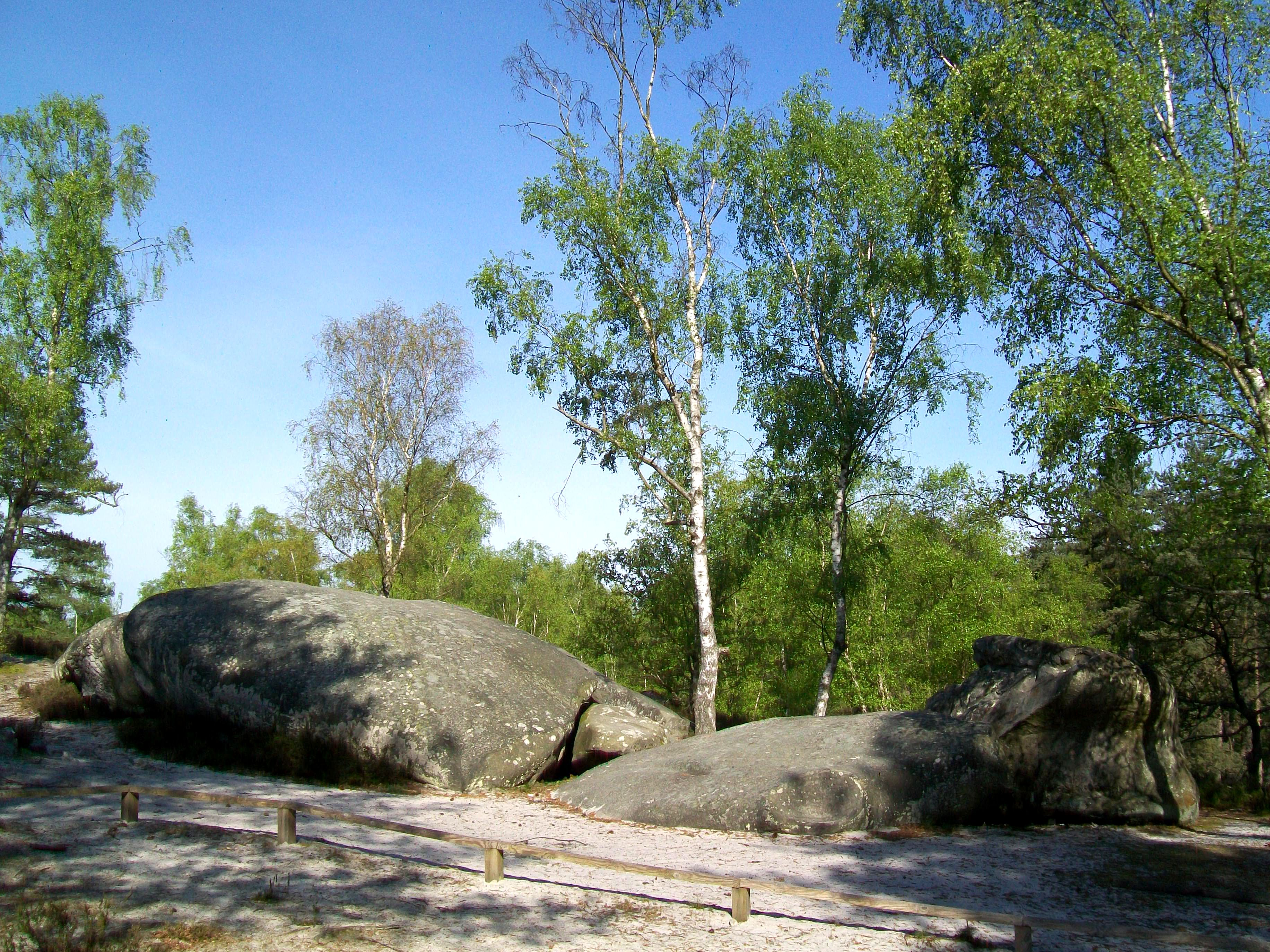
La pietra della fertilità di Péroy-les-Gombries.

Una pietra della fertilità, detta anche scivolo della fertilità o scivolo delle donne, è una pietra di origine naturale o megalitica utilizzata in un rito di fertilità preistorico. Secondo una credenza precristiana, legata alla fecondità, scivolare sopra questa pietra liscia, carica di valore simbolico e sacrale, permetterebbe di guarire o prevenire la sterilità.

## Caratteristiche
La pietra della fertilità è scelta badando alla sua inclinazione e alla sua taglia: menhir, pilastri dei dolmen, massi erratici, rocce montonate, eccetera, potevano rivelarsi adatte allo scopo. 
tale pietra è usata durante un rituale di propiziazione della fecondità femminile, o rituale di guarigione dalla sterilità: per poter avere un bambino, una donna deve scivolare seduta per tutta la lunghezza della pietra, spesso a natiche nude, con la pelle a contatto della pietra stessa.
La tradizione popolare, presente in tutta Europa vuole, infatti, che le giovani spose o le donne che volevano avere un figlio strofinassero i loro ventri. Giovanni Lilliu, parlando di simili tradizioni in Sardegna afferma che “cerimonie a sfondo magico e religioso dovevano effettuarsi presso i menhirs, gli dei di pietra al naturale…qui si celava lo spirito fecondatore. Questo come attestano elementi residui del folklore sardo delle pietre, era assunto, magicamente, dalle vergini spose, scivolando nude, sul pilastro…o sfregandovi il ventre e il sesso o semplicemente arrampicandosi: era il sacrificio venereo al genio della pietra, perché il grembo femminile non negasse la prole”.
Le regioni maggiormente interessate al fenomeno sono il Piemonte, la Liguria,la Lombardia,la Toscana, l'Abruzzo, la Sardegna e la Puglia. 
Al giorno d'oggi, dato che la sacralità dei luoghi è andata perduta, laddove siano meta di escursioni e contemporaneamente poco valorizzate come siti archeologici, le pietre della fertilità vengono riutilizzate come scivoli dai bambini, con un détournement e riappropriazione evidenti rispetto all'uso tradizionale.
Poco studiate, la datazione delle pietre della fertilità resta nella maggior parte dei casi problematica, a causa anche della diacronicità del loro utilizzo.
Se ne trovano in tutto l'arco alpino e sono maggiormente valorizzate in Francia, ma sono presenti un po' ovunque dai paesi scandinavi fino alla Germania.
Queste rocce possono essere chiamate in modi diversi. Oltre a quelli già citati, riportiamo a titolo aneddotico alcune denominazioni in francese: poli pygien anthropique, pierre à glissade, pierre glissoire, pierre à glisser, pierre écriante, pierre à érusser. In tedesco troviamo i termini Rutschstein, Rutschfels, Rutschplatte, Heidenrutsche e Kindlistein. 
Con uno scopo simile, altre pietre erano legate alla credenza di favorire il matrimonio durante l'anno.

## Esempi in Francia

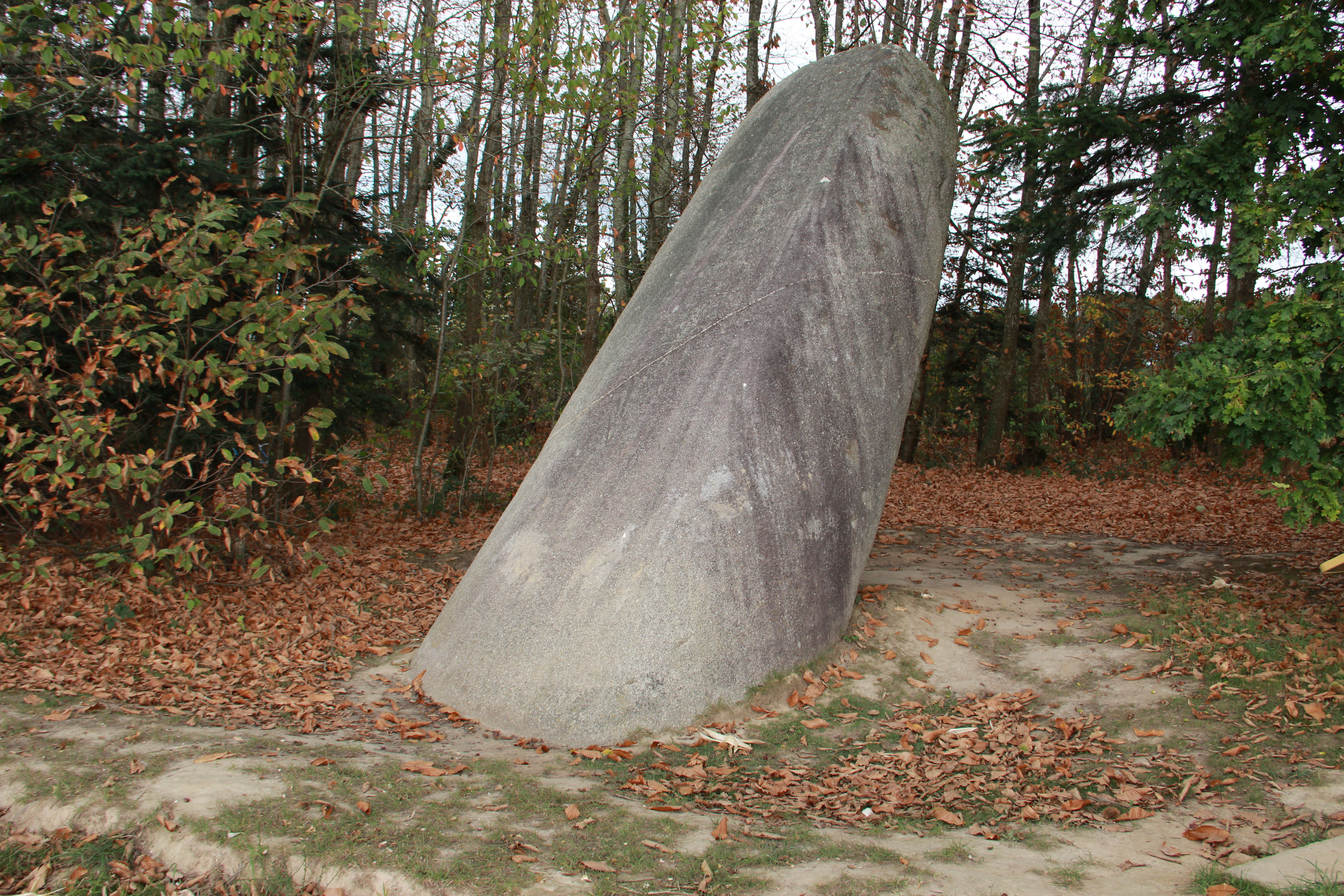
Menhir della Thiemblaye, a Saint-Samson-sur-Rance.

Tra gli esempi di scivoli delle donne in Francia ricodiamo:
- Alsace :
  - Haut-Rhin : Puppelestein, Rimbachzell

- Bretagne :
  - Côtes-d'Armor : 
    - Pierre à glissade de Lesmont, Plouër-sur-Rance
    - Menhir de la Thiemblaye, Saint-Samson-sur-Rance

  - Ille-et-Vilaine :
    - Faix du Diable, Mellé
    - Roche écriante, Monthault

- Centre-Val de Loire :
  - Eure-et-Loir : Grosse Pierre d'Ymorville, Prunay-le-Gillon

- Île-de-France :
  - Essonne :
    - Roche à glissade, Ballancourt-sur-Essonne
    - Roche à glissade du Gros Mahaux, Moigny-sur-École

  - Seine-et-Marne :
    - Pied de femme, Chevry-en-Sereine
    - Pierre à glissage, Fontainebleau

- Limousin :
  - Creuse : dolmen d'Urbe, Crocq

- Midi-Pyrénées :
  - Aveyron : menhir de Peyrelade, Sauclières

- Picardie :
  - Aisne : Pierre Clouise, Largny-sur-Automne
  - Oise : Pierre Glissoire, Péroy-les-Gombries

## Esempi in Italia

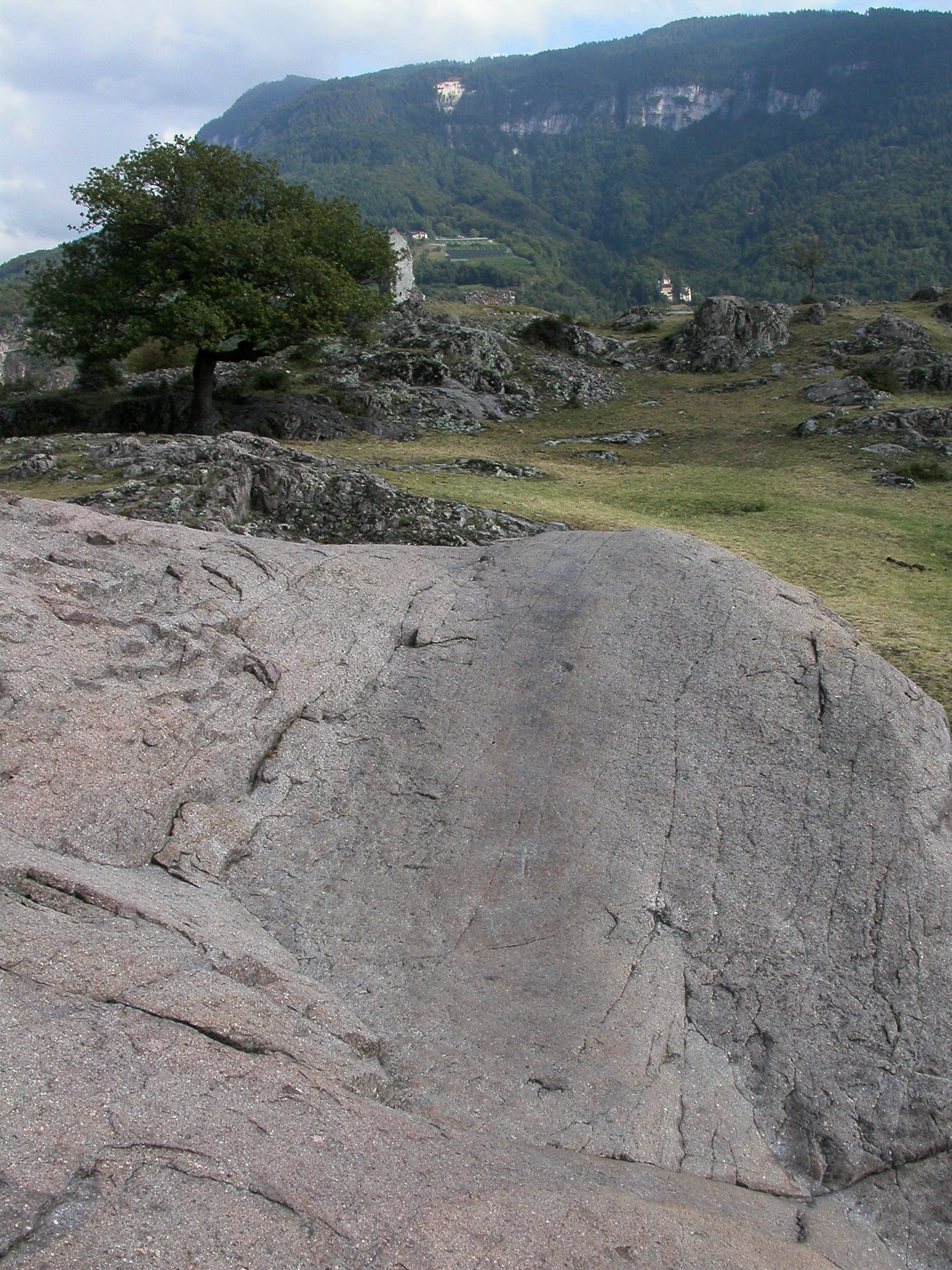
Scivolo delle donne di Castelfeder.

- Scivolo della Fertilità nel Biotopo Castelfeder, a Ora, in Trentino-Alto-Adige[6].
- Scivoli della fertilità a Capo di Ponte[7]

### Valle d'Aosta
In Valle d'Aosta si conservano vari scivoli delle donne, tra i quali ricordiamo la guiata in località Machaby, ad Arnad nei pressi del Santuario di Notre-Dame-des-Neiges, lo scivolo in frazione Ussel, a Châtillon, quello del geosito archeologico di Bard, o ancora quello di Châtillonet, a Challand-Saint-Anselme, nei pressi della cappella di Sant'Anna. A Pontey si trovano le tracce di altre due glissades.
Caratteristica comune di questi siti archeologici valdostani è la posizione, si trovano infatti sempre in località strategicamente rialzate; sono databili intorno alla tarda età del bronzo, e probabilmente vengono abbandonati intorno alla tarda età del ferro.

### Piemonte

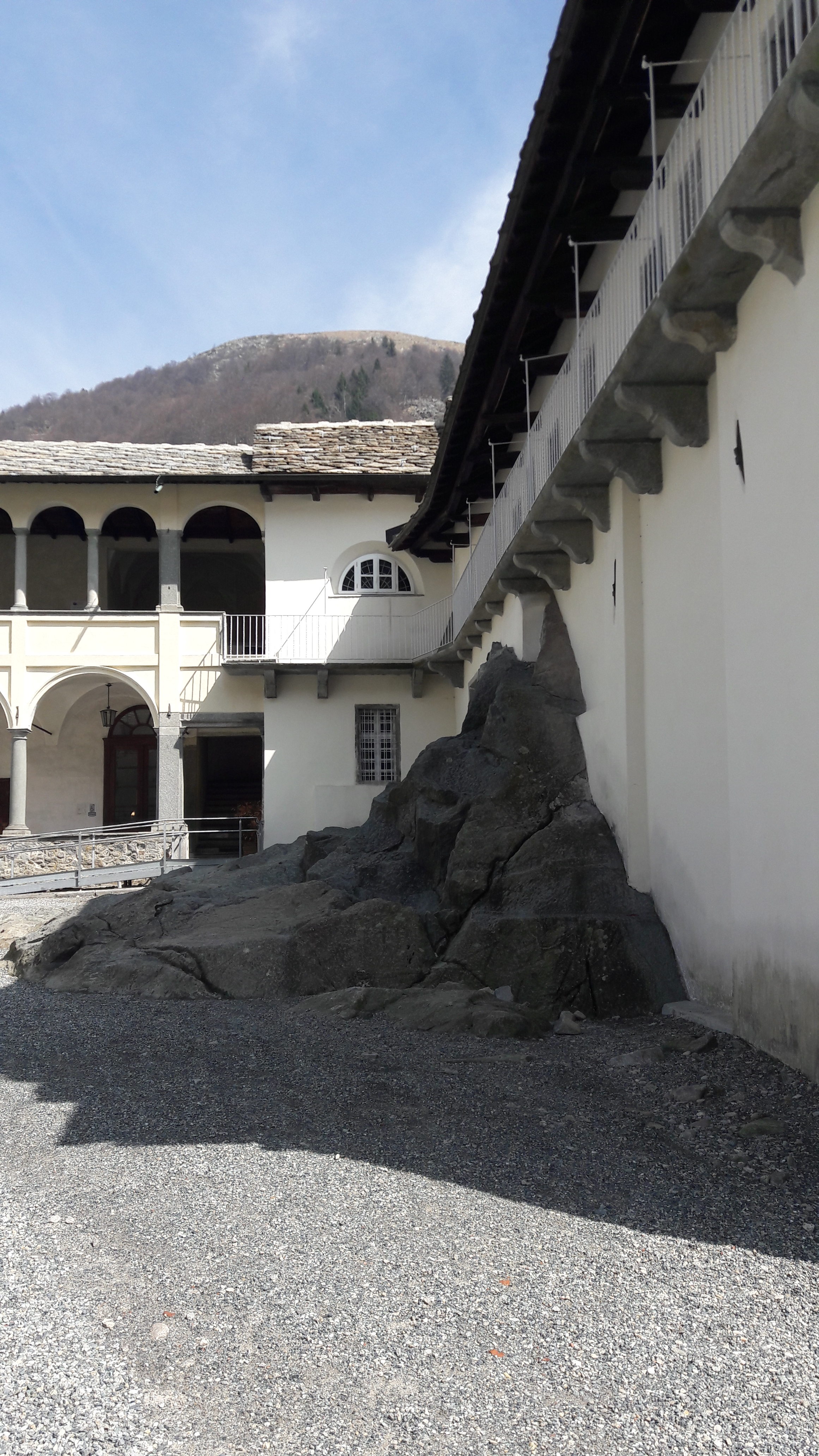
Masso di Scivolamento presente nel Santuario di Santa Maria di Oropa.

Una delle rocce di fertilità più conosciute è presente nel Biellese, presso il Santuario di Santa Maria d’Oropa. Secondo la tradizione in questo luogo si rifugiò Sant’Eusebio nel 369 per sfuggire alle persecuzioni religiose e ivi, sotto un masso erratico, nascose una statua in legno della Madonna che ancora oggi è venerata con le sembianze di una Vergine Nera. Questo masso è chiamato “roch dla vita”, cioè pietra della vita o della fecondità; le donne che non riuscivano ad avere figli entravano nella stretta fenditura del masso e vi ruotavano all'interno battendo il ventre contro di esso. 
Sempre in Piemonte siti simili li troviamo a Pecetto Torinese ove è presente il masso detto “pera del Tesor” sul quale la tradizione vuole che le donne sterili battessero il loro posteriore per sette volte per propiziare la loro fecondità e a Cavoretto ove si troverebbe la “roccia di santa Brigida”, uno strano sasso la cui tradizione vuole legato ad antichi riti celti e druidici.
Altra pietra con analoghe caratteristiche è presente poi a Villa del Foro, dove il masso di ”Santa Verena” è stato inglobato all'interno della chiesa dedicata a San Baudolino (patrono di Alessandria) e a Santa Varena appunto.

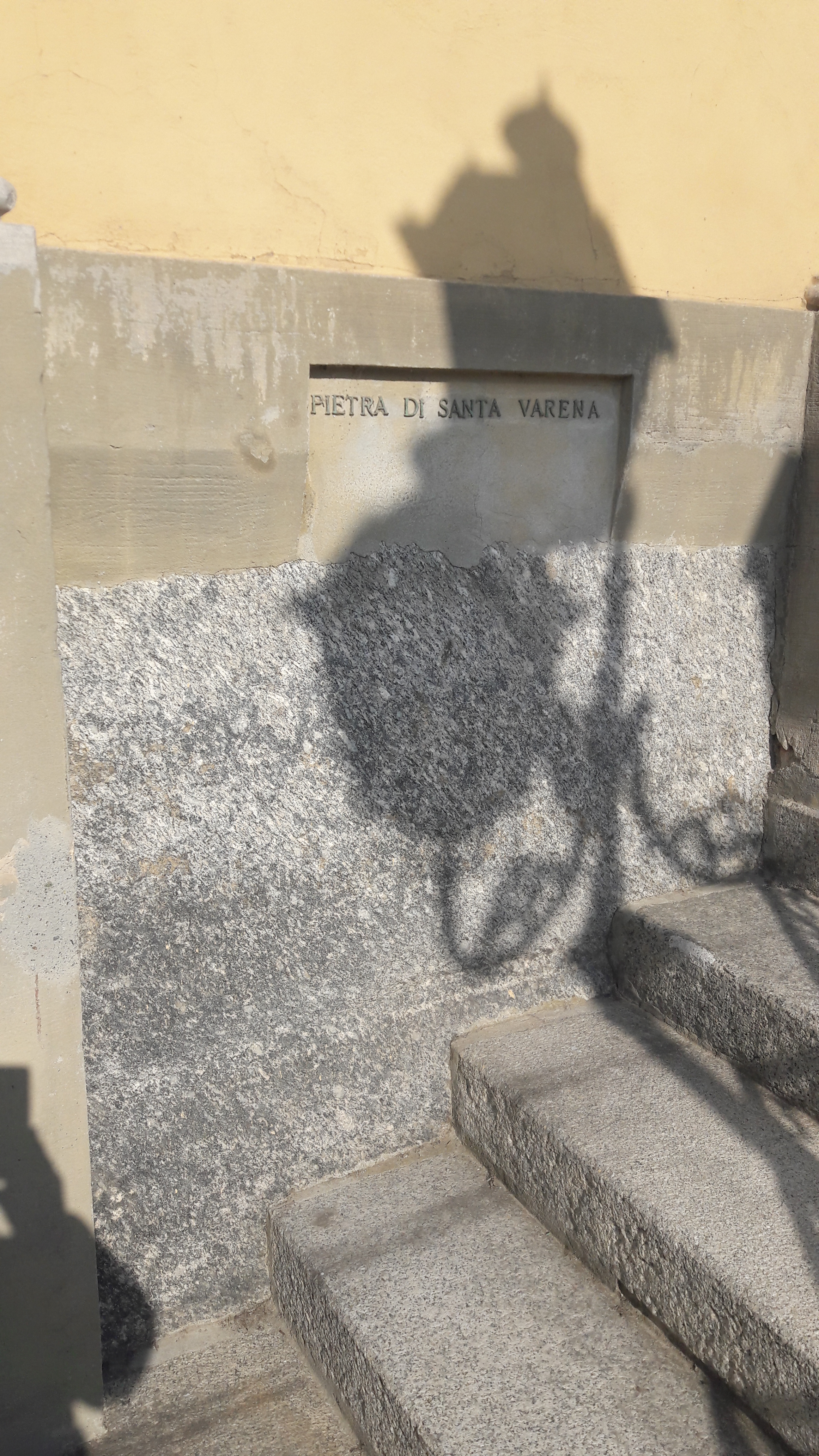
masso di ”Santa Verena" sul lato perimetrale della chiesa dedicata a San Baudolino

A Pecetto Torinese è presente il masso detto “pera del Tesor” sul quale la tradizione vuole che le donne sterili battessero il loro posteriore per sette volte per propiziare la loro fecondità. Simile tradizione è presente a Cavour. Lungo i sentieri che conducono alla cima, in realtà davvero poco segnalata, si trova una roccia nota come Pera d’la Pansa termine assunto a causa della sua forma che ricorda il ventre umano. Si tratta di una roccia sulla quale è inciso un grande cerchio che racchiude un'area in rilievo al centro della quale è collocata una grossa coppella. Essa costituisce un pregevole monumento di evidente tradizione megalitica, collegato ai riti della fertilità e del culto solare, ed utilizzata per rituali apotropaici precedentemente descritti. Le tradizioni infatti parlano di “scivolate” sulle sue pareti per far divenire gravide donne sterili o giovani spose.